# Хамфри, Дорис
Дорис Хамфри (англ. Doris Humphrey, 17 октября 1895 года, Ок-Парк (Иллинойс), США — 29 декабря 1958 года, Нью-Йорк, США) — американская танцовщица, педагог и хореограф, новатор в области современного танца. Вместе со своими современницами Мартой Грэм и Кэтрин Данэм стала одним из лидеров второго поколения хореографов-реформаторов современного танца, которые следовали за их предшественниками — Айседорой Дункан, Рут Сен-Дени и Тедом Шоном в разработке техники и методов преподавания, которые актуальны до настоящего времени. Однако, в отличие от своих коллег, Хамфри более всего увлекалась абстракционизмом и изучением принципа «падения и восстановления», взаимного влияния тела человека и силы тяжести.

## Ранние годы
Хамфри родилась в Ок-Парке, штат Иллинойс, но выросла в Чикаго. Она была дочерью Хораса Хамфри, журналиста, а ранее менеджера гостиницы, и Джулии Эллен Уэллс, пианистки. В Чикаго, при поддержке своей матери, девочка училась у выдающихся мастеров балета. Ещё продолжая обучение в средней школе она в качестве балерины провела концертный тур по западным штатам, в котором аккомпанировала ей мать. Из-за недостатка средств Хамфри открыла свою собственную школу танцев, в возрасте 18 лет с большим успехом предлагая курсы классического, гимнастического и бального танца для детей и молодёжи.

## Профессиональная карьера
В 1917 году Дорис переехала в Калифорнию и поступила в школу танцев и смежных искусств Денишоун где продолжила собственное обучение. Её работы этого периода — Вальс-каприз (танец с шарфом), Парящяя, Скерцо-вальс (танец с обручем), исполняются до настоящего времени. Затем Хэмфри гастролировала по странам Востока в течение двух лет, после чего продолжила успешную карьеру в театрах США.
В 1928 году Хамфри и Чарльз Вейдман, товарищ и партнёр Дорис по танцам, покинули школу Денишоун и переехали в Нью-Йорк, чтобы заняться самостоятельной карьерой. Идеи Хамфри были направлены в область исследования взаимодействия человеческого тела силы тяжести, названные ею принципом «падения и восстановления». С одной стороны, каждый индивид подвержен действию силы тяжести, с другой, он пытается достичь равновесия. Благодаря принципу «падения и восстановления», Хамфри пыталась проиллюстрировать эмоциональную и физическую кульминацию борьбы за стабильность в условиях действия законов гравитации. В отличие от Сен-Дени, искавшей вдохновение за рубежом, Хамфри делала это в Америке.
Пара Хамфри-Вейдман была успешной даже во времена Великой депрессии, гастролируя по стране и развивая новые стили, создавая новые произведения, основанные не на древних сюжетах, а на текущих событиях. В середине 1930-х годов Хамфри создала так называемую Новую танцевальную трилогию, триптих на музыку Уоллингфорда Риггера. Он ярко иллюстрировал образ жизни в обществе конкуренции, показывал таких героев, как бизнесмены, работающие женщины, спортсмены и актёры, достигающие поставленные цели. Дорис Хамфри была участником Федерального танцевального проекта, который был создан в 1930 году в рамках Нового курса Рузвельта для финансовой поддержки танца и танцоров. Хамфри осуществляла хореографические постановки на Бродвее, например, в 1933 году в спектакле «Школа мужей».
В 1940-х годах Дорис Хамфри принимала значительное участие в творчестве Хосе Лимона, одного из её бывших учеников. После того, прекратив в 1944 году свою артистическую карьеру из-за артрита, она стала художественным руководителем Танцевальной компании Хосе Лимона и создала там несколько запоминающихся номеров. В 1952 году Хамфри открыла новую детскую танцевальную студию The Merry-Go-Rounders.
С 1932 года была замужем за Чарлзом Фрэнсисом Вудфордом, коммерсантом, в браке родился сын — Чарльз Хамфри Вудфорд (род. в 1934 году). Дорис Хамфри умерла от рака 29 декабря 1958 года в возрасте 63 лет.

## Признание и награды
В 1989 году Дорис Хамфри совместно с Чарльзом Вейдманом и Хосе Лимоном была награждена (посмертно) премией Сэмюэла Скриппса / ADF за достижения в области современного танца. 